# Lissimas parallelus
Lissimas parallelus är en tvåvingeart som först beskrevs av Walker 1861.  Lissimas parallelus ingår i släktet Lissimas och familjen bromsar. Inga underarter finns listade i Catalogue of Life.